# Venturekapital
Venturekapital karakteriseres som regel som risikovillig kapital, der investeres i forholdsvis nystartede virksomheder. De pågældende nystartede virksomheder befinder sig i relativt tidlige stadier af deres udvikling og har behov for ekstern kapital for at kunne bevæge sig fra et trin til det næste. Begrebet dækker således kapitaltilførsel til en virksomhed, der har behov for finansiering for at kunne ekspandere yderligere teknologisk, salgsmæssig, innovationsmæssigt etc. 

## Investeringer
Venturekapital vedrører investeringer i nystartede virksomheder.
Fællesnævneren er ofte høj risiko, stort vækstpotentiale, gode vækstvurderinger samt virksomhedens behov for ny kapital for at realisere det næste udviklingsskridt. Typiske sektorer, hvor risikovillig kapital er fremherskende finder man især inden for sektorerne bioteknologi, informationsteknologi, software og cleantech.
Investeringerne fører sædvanligvis til at ventureoperatøren/ venturekapitalisten opnår (med)ejerskab af virksomheden i form af aktier. 
For nystartede virksomheder udgør venturekapital en nødvendig adgang til kapital. Ofte har virksomhederne ikke adgang til andre former for finansiering. Årsagen er at nye virksomheder mangler historik, har negative pengestrømme og/ eller ikke opnå adgang til traditionel bankfinansiering via banklån.
Ventureselskaber bruger derfor ikke kreditmarkedet for at belåne selskabet og skabe en såkaldt ”gearing” som i buyout segmentet (hvor modne virksomheder er erhvervet, belånt og omstruktureret).
Venture kapital-finansierede virksomheder har en markant højere vækst målt i beskæftigelse end den gennemsnitlige beskæftigelsesvækst i samfundet. En undersøgelse foretaget i 2011 viser, at beskæftigelsen i svenske venturekapital-finansierede virksomheder steg med 34% i perioden 2007 til 2010 til næsten 18.000 medarbejdere.
Gennemsnitsselskabet havde et salg i 2010 på 3,6 millioner svenske kroner, og havde seks ansatte.  
En ventureoperatør, også ofte kaldet venturekapitalist, er normalt meget aktiv i sit ejerskab og bidrager med både kapital og branchekendskab, corporate governance, strategi og kontakter. Ofte går flere venturekapital-fokuserede investeringsfirmaer sammen om etableringen af en fælles investering, kendt som syndikering.
Venturekapital finder oftest sted via fondsinvesteringer. Gevinster opstår i følge af salg af aktier i de virksomheder, der bliver investeret i. En klassisk venturekapitalinvestering er en begrænset mindretalsinvestering i en unoteret virksomhed, som resulterer enten i at selskabet bliver børsnoteret , at selskabet sælges enten anden investor eller fører til at virksomheden opkøbes af en større virksomhed. 

## Former for venturekapital
Venturekapital er en blandt flere former for risikokapital. Således er venturekapital altid risikovillig kapital. Men omvendt kan ikke alle former for risikovillig kapital defineres som venturekapital. 
Venturekapital kan opdeles i forskellige typer afhængigt af virksomhedens udviklingstrin: Seedkapital er den indledende finansiering, som en iværksætter ofte har brug for at udvikle sin idé og starte sin virksomhed. I denne indledende fase tilfører ventureoperatøren mere viden og færdigheder end egenkapitalen.
En typisk seedinvestering spænder fra et par hundrede tusinde til flere millioner. Da dette er en meget risikabel investering har staten ofte suppleret de kommercielle operatører med skattefinansierede institutioner. Det er også almindeligt at velhavende enkeltpersoner – såkaldte business angels - investerer i denne fase.
Vækstkapital bruges når virksomheder udvikles fra en relativ ny virksomhed til at blive større på markedet. Typisk befinder investeringen sig i størrelsesordenen 5-50.000.000 kr. Bridge finansiering karakteriserer en større investering, ofte 50-250.000.000 kr., der benyttes mellem vækstkapital og en børsintroduktion.

## Fondstruktur
Ventureselskaber har generelt fonde med en levetid på 10 år. Typisk er de opbygget i form af et partnerskab, hvor de såkaldte generelle partnere fungerer som principal for virksomheden og samtidig fungerer som rådgiver for fondene. De institutionelle investorer, som til gengæld investerer i fondene er kendt som kommanditister. Det kan eksempelvis være pensionskasser, forsikringsselskaber, privateinvestorer eller fund-of-funds.